# Casa Marsano
La Casa Marsano, también conocido como el Palacio Marsano, fue un palacio en el Distrito de Miraflores, en Lima (Perú).

## Historia
El sitio del edificio se encontraba en Miraflores un distrito de Lima que se veía afectada por la Guerra del Pacifico . A finales del siglo XIX y principios del siglo XX el distrito comenzó a crecer a medida que los inmigrantes especialmente de ítalo peruanos empezaron a poblar el distrito 
El edificio fue construido para celebrar el 50 aniversario del matrimonio entre Tomás Marsano, hijo de padre genovés, y Clotilde Campodónico Crovetto, ella misma nacida en Génova, casados en Lima el 2 de diciembre de 1894. La casa fue inaugurada en 1941, mismo año en que finalizó su construcción.
El 17 de marzo de 1988, el palacio acogió un concierto de música heavy metal encabezado por las bandas locales Orgus, Sacra y Masacre.

### Demolición
El edificio nunca fue declarado monumento histórico por el Instituto Nacional de Cultura, ya que el entonces director César Coloma se opuso a su inscripción por la modernidad del edificio y por no ser de "estilo [arquitectónico] peruano" y, en consecuencia, "no contribuyó a la arquitectura local". Fue demolido polémicamente en 2002 y su hacienda fue reemplazada por el centro comercial Compu Palace y el Teatro y Edificio Marsano (marzo de 1928) (después de 1944; oficialmente conocido como Residencial Miranda). 